# John Graves Simcoe

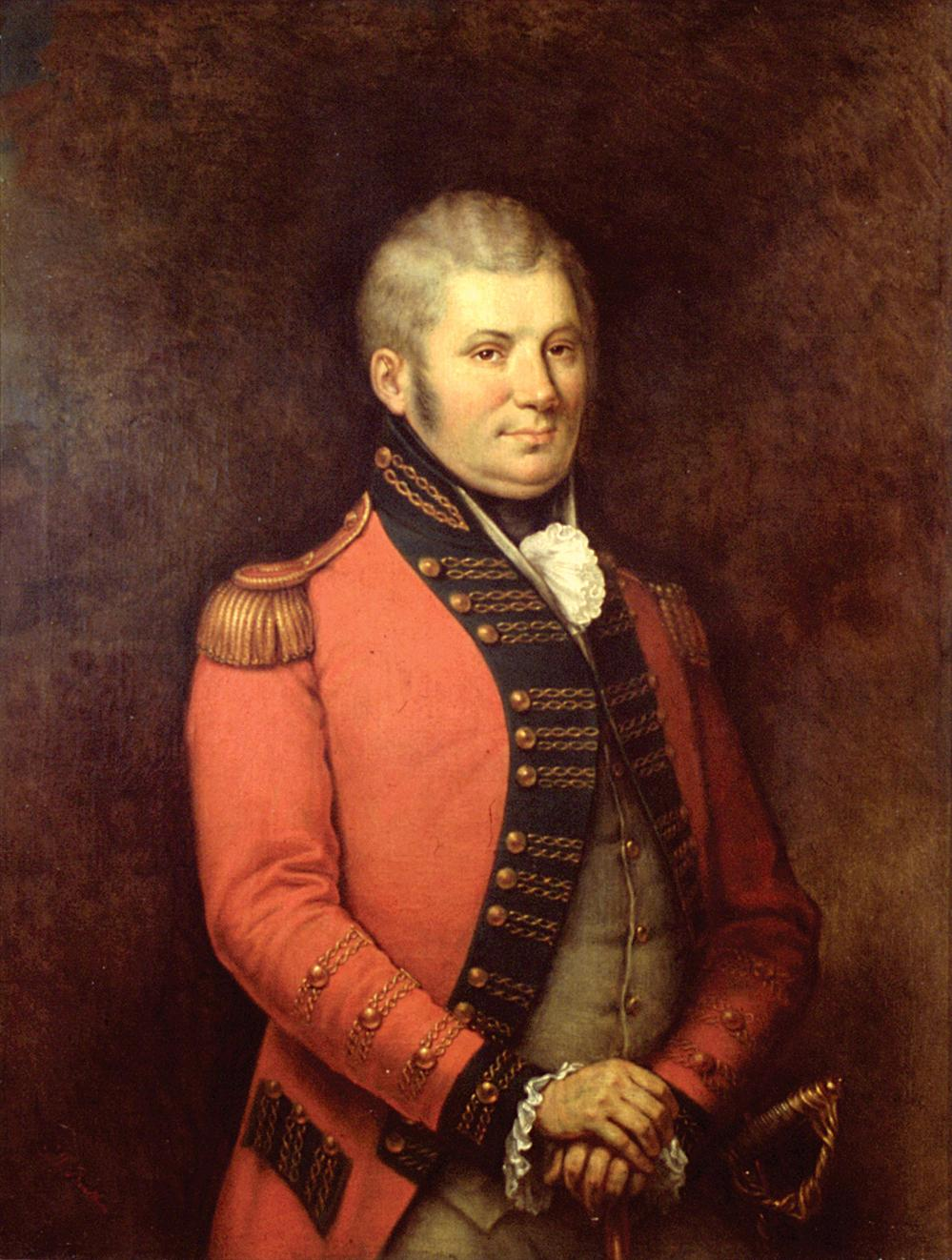
John Graves Simcoe

John Graves Simcoe (* 25. Februar 1752 in Cotterstock, Großbritannien; † 26. Oktober 1806 in Exeter) war ein britischer Offizier und von 1791 bis 1796 der erste Vizegouverneur von Oberkanada (Upper Canada), was etwa dem südlichen Teil der heutigen Provinz Süd-Ontario entspricht.
Er gründete die Stadt York, das heutige Toronto, und spielte eine wesentliche Rolle bei der Einführung britischer Institutionen in seiner Provinz, wie z. B. das Gerichtswesen und das Schwurgerichtsverfahren, außerdem bei der Abschaffung der Sklaverei.
Die kanadische Bundesregierung ehrte ihn am 18. Mai 1974 für sein Werk und Wirken dadurch, dass sie ihn zu einer „Person von nationaler historischer Bedeutung“ erklärte.

## Frühe Jahre
John Graves Simcoe war das dritte von vier Kindern seiner Eltern John, einem Captain der Royal Navy, und Katherine Simcoe (geb. Stamford). Zwei ältere Brüder verstarben jeweils im Säuglingsalter und sein jüngerer Bruder Percy ertrank 1764 zehnjährig im Fluss Exe.
Auch der Vater verstarb früh; 1759 erlag er an Bord seines Schiffes vor der kanadischen Küste einer Lungenentzündung. Seine Mutter verlegte daraufhin den Wohnsitz der Familie nach Exeter in die Nähe von Johns Paten und engen Freund des Vaters Samuel Graves der seinen Patensohn zeitlebens unterstützte.
Er besuchte zunächst die Exeter Grammar School, bevor er nach Eton wechselte und schließlich ein Studium in Oxford begann, welches er allerdings bereits nach einem Jahr aufgab, da er letztlich eine militärische Laufbahn anstrebte.

## Amerikanischer Unabhängigkeitskrieg
Er erwarb 1770 sein Offizierspatent als Ensign des 35th Regiment of Foot und wurde 1774 zum Lieutenant befördert. 1775 wurde er mit seinem Regiment nach Boston verlegt, um dort im Amerikanischen Unabhängigkeitskrieg zu kämpfen. 1775 wurde er Captain des 40th Regiment of Foot und 1777 Major und Kommandeur der Queen’s Rangers, mit denen er sehr erfolgreich am Philadephia-Feldzug (1777–1778) teilnahm und die nach ihm auch Simcoe’s Rangers genannt wurden. Im Verlauf des Krieges wurde er dreimal verwundet und geriet schließlich im Jahr 1779 in Gefangenschaft. Im Februar desselben Jahres verfasste er ein Valentinstagsgedicht für eine der Töchter des Hauses, in welchem er untergebracht war. Dieses Gedicht gilt heute als der erste dokumentierte Valentinstagsgruß in Nordamerika.
1781 kehrte er nach Großbritannien zurück. 1782 wurde er zum Lieutenant-Colonel und 1790 zum Colonel befördert.

## Parlamentsmitgliedschaft
1790 wurde er als Abgeordneter für St Mawes in Cornwall ins britische House of Commons gewählt. Er hatte dieses Mandat bis zum Februar 1792 inne.

## Oberkanada
Durch das Verfassungsgesetz von 1791 wurde die „Provinz Oberkanada“ gegründet. Dieses Gesetz legte fest, dass die Provinzregierung aus dem Vizegouverneur, einem ernannten Exekutivrat (executive council) und einem gewählten Gesetzgebungsrat (legislative council) bestehen sollte. Simcoe wurde als Vizegouverneur ausgewählt und zog mit seiner Frau Elizabeth und den Kindern Sophia und Francis noch im gleichen Jahr zuerst nach Québec, im Frühjahr 1792 dann nach Kingston und dann nach Newark, das heutige Niagara-on-the-Lake.
Simcoe bemühte sich als erstes um die Einsetzung einer funktionierenden Provinzverwaltung. Am 17. September 1792 tagte in Newark zum ersten Mal der neunköpfige Gesetzgebungsrat und der sechzehnköpfige Gesetzgebungsausschuss (legislative assembly). Simcoe schlug sehr bald vor, die Hauptstadt weg von der gefährlichen US-Grenze mehr in die sichere Mitte der Halbinsel zwischen Eriesee und Huronsee zu verlegen. Er nannte den vorgesehenen Ort für die neue Hauptstadt London und den Fluss durch die Stadt entsprechend Thames River (Themse). Der Generalgouverneur Guy Carleton, 1. Baron Dorchester stimmte Simcoes Vorschlag jedoch nicht zu, aber akzeptierte Simcoes zweiten Vorschlag, Toronto. 1793 verlegte Simcoe die Hauptstadt nach dort und nannte sie York, nach Prinz Frederick, Duke of York, zweitem Sohn König Georgs III.
Als Militärführer sah Simcoe nach der Gründung von York eine seiner Hauptaufgaben darin, die Stadt über Militärstraßen mit verschiedenen größeren Städten Oberkanadas zu verbinden. Diese Straßen erwiesen sich als wegweisend für Handel und Besiedlung, öffneten sie doch den Zugang zu weiten Gebieten in der südlichen Provinz Ontario:
- Die Kingston Road führte in östlicher Richtung entlang des Nordufers des Ontariosees über eine Strecke von 260 km nach Kingston.
- Die Dundas Road führte vom Ontariosee nach Norden, später westwärts nach Hamilton über eine ähnliche Entfernung, mit einer geplanten Fortführung bis London (Ontario).
- Die Yonge Street führte vom Seeufer direkt in York nördlich bis zum Lake Simcoe (damals: Lake Toronto) und wurde zwischen 1793 und 1796 mehrmals bis auf eine Strecke von 1.200 km verlängert, eine der längsten Straßen der Erde.

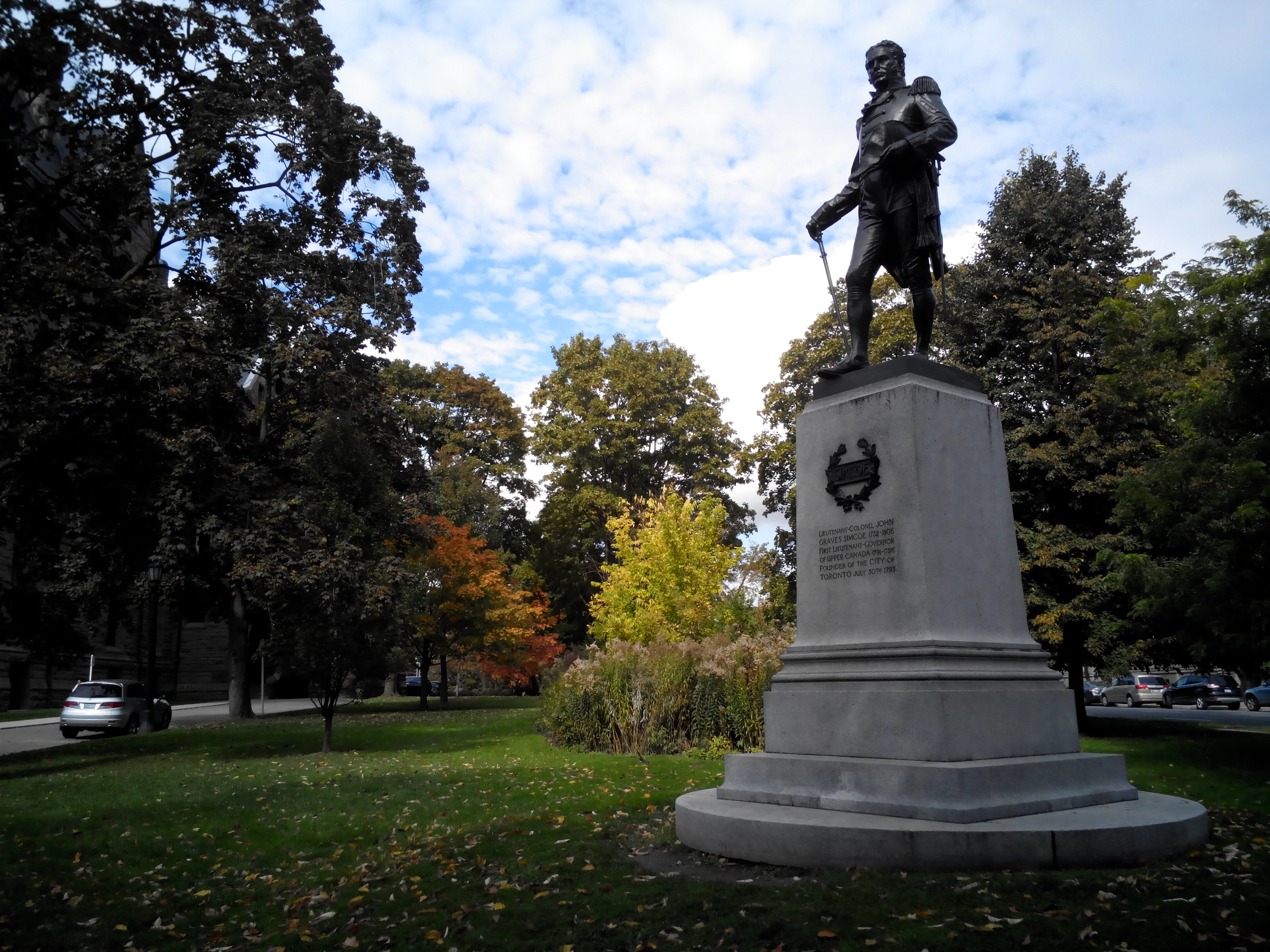
Denkmal für Simcoe in Toronto

Simcoes wichtigste Leistung war die Einschränkung der Sklaverei. Seinem ursprünglichen Plan einer völligen Abschaffung widersprach die gesetzgebende Versammlung, stimmte aber schließlich seinem Kompromissvorschlag zu. Danach galt, dass keine neuen Sklaven in die Provinz Upper Canada gebracht werden durften, und dass die Kinder von Sklavinnen mit dem 25. Lebensjahr frei gelassen wurden. Dies führte dazu, dass die Sklaverei in Upper Canada mit dem Jahr 1810 faktisch beendet war. Im Jahr 1833 wurde die Sklaverei schließlich überall auf britischem Besitz per Gesetz abgeschafft.

## Spätere Jahre und Tod
1794 war Simcoe zum Major-General befördert worden. Im Juli 1796 zwang seine angegriffene Gesundheit Simcoe zur Rückkehr nach Großbritannien. 1796 wurde er zum Brevet-Lieutenant-General befördert und kommandierte bis 1797 die britischen Expeditionstruppen die während des Sklavenaufstands in Haiti intervenierten. Im Jahr 1798 legte er offiziell seinen Posten in Upper Canada nieder. Im selben Jahr wurde er Kommandeur des Western District in Großbritannien. 1806 zum Oberbefehlshaber der britischen Truppen in Indien ernannt, sollte er zunächst an einer diplomatischen Mission nach Portugal teilnehmen. Als sich sein Gesundheitszustand weiter verschlechterte, wurde er bereits stark geschwächt nach Großbritannien zurücktransportiert. Er starb dort am 26. Oktober 1806 und wurde in Wolford Chapel auf dem Familiengut in der Nähe von Exeter beigesetzt.
Die Stadt Simcoe im südwestlichen Ontario trägt seinen Namen; den gleichnamigen See benannte er hingegen zu Ehren seines verstorbenen Vaters. Daneben gibt es in der Provinz den Simcoe Day, einen Gedenktag zu seinen Ehren am ersten Montag im August.

## Familie
Im Winter 1781/82 kehrte Simcoe aufgrund gesundheitlicher Beeinträchtigungen infolge seines Militärdienstes nach England zurück. Stark geschwächt wurde er zunächst von seinem Paten Samuel Graves aufgenommen, auf dessen Landsitz er rekonvaleszierte. Dort lernte er die um zehn Jahre jüngere Ziehtochter seines Paten Elizabeth Posthuma Gwillim kennen. Das Paar heiratete am 30. Dezember 1782 in der Kirche St. Mary and St. Giles in Buckerell. Bemerkenswert ist, dass die Trauzeugen Samuel und Margaret Graves ebenfalls die jeweiligen Taufpaten von Braut und Bräutigam waren.
In der Folgezeit erwarb das Ehepaar Ländereien in Devon und errichtete den Familiensitz Wolford Lodge. Das Haus überdauerte die Zeit nicht und wurde nach einem Brand in der ersten Hälfte des 20. Jahrhunderts abgerissen. Die auf dem früheren Anwesen befindliche Kapelle hingegen existiert bis heute; Wolford Chapel wurde 1982 dem Ontario Heritage Trust übergeben und wird bis heute erhalten.
Aus der allgemein sehr glücklichen Ehe gingen in den Jahren zwischen 1784 und 1804 elf Kinder (acht Mädchen und drei Jungen) hervor, von denen neun das Erwachsenenalter erreichten. Katherine (1793–1794) und John Cornwall (1798–99) verstarben im Kleinkindalter, Francis Gwillim Simcoe (1791–1812) fiel während der Belagerung von Badajoz 1812 während der Napoleonischen Kriege.
Einzig der Sohn Henry Addington Simcoe hatte weitere Nachkommenschaft, seine Schwestern blieben mit Ausnahme der jüngsten (Ann(e), 1804–1877), die 1854 in aller Stille einen vermutlich unstandesgemäßen und deutlich jüngeren Mann ehelichte, alle unverheiratet.

## Weiteres
Simcoe wurde im November 1773 ein Mitglied im Bund der Freimaurer, seine Loge (Union Lodge  No. 307), ist in Exeter ansässig.

## Mediale Rezeption
In der US-amerikanischen Historienserie Turn: Washington’s Spies, die sich mit der unter George Washingtons Befehl stehenden Spionageverbindung Culper Ring beschäftigt, wird John Graves Simcoe als skrupelloser und sadistischer Offizier der Queen’s Rangers dargestellt.
Trotz der starken Fiktionalisierung des gleichnamigen Seriencharakters wurden einige biografische Aspekte seines historischen Namenspatens leicht verfremdet in die Serie miteinbezogen und auf den fiktionalen Charakter Edmund Hewlett übertragen. Dessen Beziehung zu der Spionin Anna Strong zeigt deutliche Parallelen zu Simcoes tatsächlichen Annäherungsversuchen an Sarah Townsend, von der vermutet wird, dass sie ihrem Bruder Robert Townsend als Mitglied des Culper Ring Informationen über die im gemeinsamen Elternhaus einquartierten britischen Offiziere zugespielt haben könnte. Ebenso scheint Hewletts enge Bindung zu seinem Pferd Bucephalus sich an einer historischen Vorlage zu orientieren; so setzte Simcoe im Jahr 1783 alle Hebel in Bewegung, um sein in Nordamerika verbliebenes Pferd Salem ausfindig zu machen und nach England zu überstellen. Er bezahlte die stolze Summe von 40 Pfund für die Überfahrt des geliebten Vierbeiners und kurz vor seiner Abreise nach Kanada sollen seine Sorgen vor allem der Pflege und Unterbringung Salems während seiner Abwesenheit gegolten haben.